# Brevipalpus phoenicis
Brevipalpus phoenicis is een tropische mijt, die schade toebrengt aan tropische gewassen. De mijt voedt zich met plantensappen van bladeren, bloemen, vruchten en stengels. Dit heeft schadelijke effecten tot gevolg zoals chlorose (geel worden van de bladeren), necrose, vorming van galappels, streping van de vruchtschil en misvorming van vruchten. De mijt parasiteert op Anthurium, banaan, Camellia, citrusvruchten, guave, Hemigraphis, Macadamia, orchideeën, papaja, passiebloemen en andere (sub)tropische gewassen.
De Engelse naam 'passion vine mite' ('passiebloemmijt') heeft deze mijt gekregen omdat hij enorme schade toebrengt tijdens droge periodes op commerciële kwekerijen van passievruchten op Hawaï en in Australië. Deze mijt wordt soms ook per ongeluk getransporteerd door de mens naar gematigder streken, waar hij in broeikasssen kan overleven
De schade kan verergeren als de mijten virussen meedragen. Er zijn vier virussen bekend, die met het zogeheten Brevipalpus phoenicis-complex zijn geassocieerd. Dat zijn het Citrus-Leprosis-Virus, het Coffee-RingSpot-Virus, het PassionFruit-GreenSpot-Virus en het Orchid-Fleck-Virus (OFV).
De populaties van deze mijt bestaan voornamelijk uit vrouwtjes; mannetjes maken minder dan 1% van de populatie uit. De voortplanting vindt voornamelijk plaats door maagdelijke voortplanting. Uit de eieren komen alleen vrouwtjes. De duur van verschillende levensstadia varieert met de temperatuur en de relatieve luchtvochtigheid. De levenscyclus van ei tot volwassen stadium vereist een minimum van 18,6 dagen bij 30 °C en een maximum van 48,8 dagen bij 20 °C onder laboratoriumomstandigheden. De mijt kan zijn levenscyclus niet voltooien bij een relatieve luchtvochtigheid beneden de 30% en temperaturen boven de 30 °C en beneden de 20 °C.
De eieren worden gelegd in spleten, scheuren en andere schuilplaatsen op het oppervlak van planten. Elk ei wordt apart gelegd, maar vaak ontstaan clusters van eieren, omdat vrouwtjes een plaats meermalen gebruiken. De vrouwtjes leggen een tot vier eieren per dag gedurende 9 tot 35 dagen. De clusters van helder oranjerode eieren zijn beter te zien met het blote oog dan andere levensstadia. De eieren zijn elliptisch en circa 0,1 mm lang. Vers gelegde eieren zijn lichtoranje, zacht en erg plakkerig, zodat ze makkelijk hechten aan oppervlakken
De pas uitgekomen larven hebben zes poten, zijn helder oranjerood en circa 0,14 mm lang. Er zijn twee fasen te onderscheiden in het stadium van de nimf. De protonimf is 0,23 mm lang, transparant aan de buitenkant en heeft acht poten. De deutonimf is vergelijkbaar qua uiterlijk maar heeft tien poten, twee extra setae en is 0,29 mm lang.
Het volwassen vrouwtje is 0,3 mm lang en 0,16 mm breed. Het lichaam is elliptisch, plat en licht- tot donkergroen of oranjerood van kleur. Vier poten steken naar voren uit en vier poten steken naar achteren uit. Het volwassen mannetje is plat, roodachtig en meer wigvormig dan het vrouwtje.
De mijten kunnen bestreden worden met de grotere roofmijt Amblyseius californicus en de galmug Feltiella acarisuga. Deze natuurlijke vijanden zijn vooral in broeikassen makkelijk in te zetten. Ook zijn verschillende chemische bestrijdingsmiddelen beschikbaar, de zogeheten miticides.